# Dietrich Höroldt
Dietrich Höroldt (geboren am 4. Dezember 1927 in Eisleben) ist ein deutscher Historiker und Archivar.

## Leben und Werk
Höroldt wuchs in Magdeburg auf. Nach dem Geschichtsstudium an den Universitäten Berlin, Münster und Bonn promovierte Höroldt 1956 hier über das Stift St. Cassius zu Bonn. Danach absolvierte er die Ausbildung zum Archivar (u. a. an der Archivschule Marburg) und war zunächst an der Archivberatungsstelle Rheinland des Landschaftsverbandes Rheinland tätig. Von 1965 bis 1990 war er Leiter des Stadtarchivs Bonn. Seit 1985 war Höroldt zusätzlich Dozent an der Bonner Universität.
Höroldt hat zahlreiche Publikationen zur Bonner Stadtgeschichte vorgelegt. 1979 erhielt er das Bundesverdienstkreuz.
Seine Tochter Ulrike Höroldt ist ebenfalls Archivarin und die Leiterin des Geheimen Staatsarchivs Preußischer Kulturbesitz.

## Schriften (Auswahl)
- Das Stift St. Cassius zu Bonn von den Anfängen der Kirche bis zum Jahre 1580 (= Bonner Geschichtsblätter, Band 11), Bonner Heimat- und Geschichtsverein/Stadtarchiv und Stadthistorische Bibliothek Bonn, Bonn 1957.
- Pfarrarchiv St. Lambertus in Düsseldorf, Inventare nichtstaatlicher Archive, Band 9, Landschaftsverband Rheinland, Verlag Fredebeul & Koenen, Essen 1963. online
- mit Edith Ennen: Kleine Geschichte der Stadt Bonn, Herausgegeben im Auftrag der Stadt Bonn, Wilhelm Stollfuss Verlag, Bonn 1966, (später als: Vom Römerkastell zur Bundeshauptstadt. Kleine Geschichte der Stadt Bonn. 4., durchgesehene Auflage. Stollfuss, Bonn 1985, ISBN 3-08-614094-1).
- Zur wirtschaftlichen Bedeutung der Universitäten für ihre Städte, in: Erich Maschke & Jürgen Sydow (Hg.), Stadt und Hochschule im 19. und 20. Jahrhundert. Sigmaringen 1979, 25–76.
- mit Heinz Willms-Borck: Kommunalarchive im Wandel. Alte und neue Aufgaben, Kommunal-Verlag, Recklinghausen 1987.
- als Hrsg.: Evangelische Kirchen und Gemeinden der Kirchenkreise Bonn, Bad Godesberg, an Sieg und Rhein. Geschichte und Architektur. Ferdinand Dümmler Verlag, Bonn 1996, ISBN 3-427-85041-2
- Bornheim, junge Stadt auf altem Kulturboden: Geschichte von der Steinzeit bis in die Gegenwart. Bachem, Köln 2008. ISBN 978-3-7616-1627-7